# Maleza
La maleza, mala hierba, hierba mala, yuyo, planta arvense, adventicia o planta adventicia, planta espontánea o planta indeseable es cualquier planta que crece de forma silvestre o espontánea en una zona cultivada o controlada por el ser humano como cultivos agrícolas o jardines. Cualquier planta pueda ser considerada mala hierba si crece en un lugar donde los seres humanos desean que crezca otra planta. Un ejemplo característico es el de la menta, que aun siendo una planta aromática con valor económico, se considera indeseable en praderas de césped donde tiene tendencia a prosperar. Otro ejemplo es la avena, que era originalmente considerada maleza de los trigales, hasta que se empezó a consumir de manera habitual.

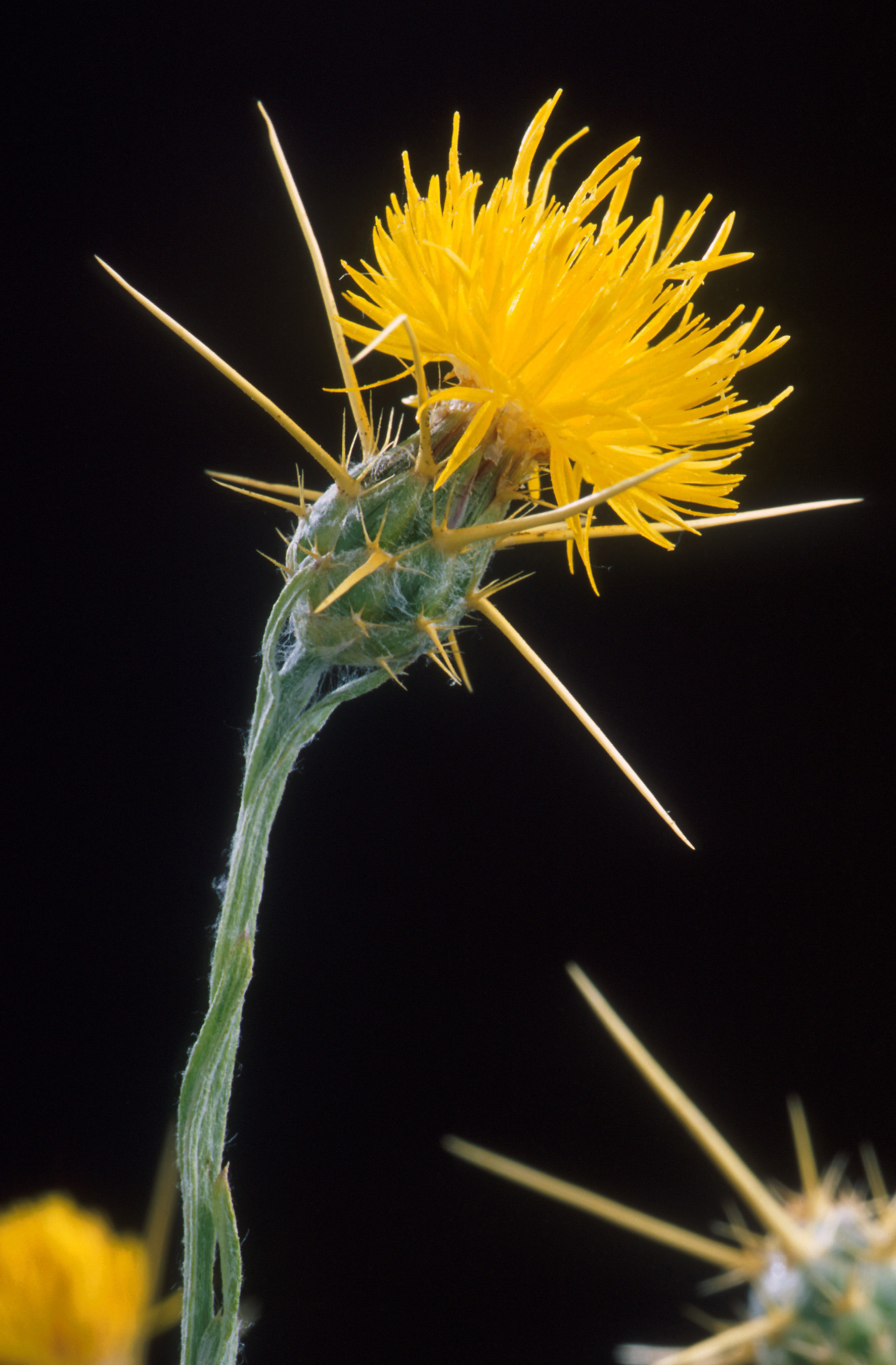
Este cardo (Centaurea solstitialis), nativo del sur de Europa y de Oriente medio es una maleza invasiva en algunas partes de América del Norte.

Por regla general las malas hierbas suelen crecer de forma natural, y además con considerable vigor por tratarse en la mayoría de las ocasiones de especies endémicas muy adaptadas al medio y por tanto con gran facilidad para extenderse. Por ello, la catalogación de malas hierbas es poco menos que imposible y además arrojan cifras tremendamente dispares en función de cada ubicación geoecológica.
En sentido general, son plantas consideradas como una molestia, especialmente entre personas dedicadas a la jardinería o la agricultura. También se consideran como maleza las plantas que crecen de forma agresiva, impidiendo el desarrollo normal de otras especies. 
Las malezas son 8.000 de las 250.000 especies de plantas que existen y representan el 0,1% de la flora mundial. Pueden restringir la luz a otras plantas deseables y utilizar nutrientes limitados del suelo de un lugar determinado. Además, pueden contener o esparcir patógenos que degradan la calidad de un cultivo, tener espinas y productos químicos que causan irritación en la piel. Algunas son nocivas si se ingieren. Otras tienen partes que se adhieren a la ropa. Incluso al ser arrancadas se pueden confundir con raíces superficiales de especies cultivadas alrededor.
Se denomina malherbología a la ciencia, relativamente moderna, que se dedica al estudio de las malezas.

## Etimología
Maleza viene del latín malitia, malus, es decir "malo".
Yuyo, habitualmente usado como sinónimo de maleza en América del Sur, proviene del quechua, donde no tiene una connotación negativa sino que hace referencia a cualquier alga o hierba silvestre comestible o medicinal. De una manera similar a cómo se utiliza el término quelite en México.

## Significancia ecológica
Ciertas clases de malezas son ruderales con adaptaciones que las aventajan en ciertos ambientes. Es decir: ambientes perturbados, donde el suelo o la cubierta vegetal natural han sido dañados o se dañan con frecuencia, estas perturbaciones dan ventajas a las malezas sobre los cultivos deseables, los pastos o las plantas ornamentales. La naturaleza del hábitat y sus alteraciones afectarán o incluso determinarán qué tipos de comunidades de malezas se convierten en dominantes.
Entre los ejemplos de estas especies ruderales o pioneras se encuentran las plantas adaptadas a entornos perturbados de forma natural, como las dunas y otras zonas barridas por el viento con suelos cambiantes, las llanuras de inundación aluviales, las riberas de los ríos y los deltas, y las zonas que se queman repetidamente. Dado que las prácticas agrícolas y hortícolas humanas a menudo imitan estos entornos naturales en los que han evolucionado las especies de malezas, algunas malezas están efectivamente extendidas para crecer y proliferar en áreas perturbadas por el hombre, como campos agrícolas, céspedes, jardines, bordes de carreteras y obras de construcción. La naturaleza de maleza de estas especies a menudo les da una ventaja sobre las especies más deseables porque a menudo crecen rápidamente y se reproducen rápidamente, suelen tener semillas que persisten en el banco de semillas del suelo durante muchos años, o pueden tener una vida corta con múltiples generaciones en la misma temporada de crecimiento. En cambio, las malezas perennes suelen tener tallos subterráneos que se extienden bajo la superficie del suelo o, como la hiedra terrestre (Glechoma hederacea), tienen tallos rastreros que arraigan y se extienden por el suelo.
Algunas plantas se convierten en dominantes cuando se introducen en nuevos entornos porque los animales y plantas de su entorno original que compiten con ellas o se alimentan de ellas están ausentes; en lo que a veces se llama la "hipótesis de los enemigos naturales", las plantas liberadas de estos consumidores especializados pueden convertirse en dominantes. Un ejemplo es la maleza de Klamath, que amenazó millones de hectáreas de cereales y tierras de pastoreo de primera calidad en América del Norte después de que se introdujera accidentalmente, pero se redujo a una rara maleza al borde de la carretera en varios años después de que se importaran algunos de sus enemigos naturales durante la Segunda Guerra Mundial. En lugares donde no hay depredación ni relaciones de competencia mutua, las malezas disponen de más recursos para crecer y reproducirse. Las malezas de algunas especies que se introducen en nuevos entornos pueden deberse a su producción de sustancias químicas alelopática a las que las plantas autóctonas aún no están adaptadas, un escenario que a veces se denomina "hipótesis de las nuevas armas". Estas sustancias químicas pueden limitar el crecimiento de las plantas establecidas o la germinación y el crecimiento de semillas y plántulas.
Otra de las formas en las que el papel ecológico de una planta puede convertirla en una maleza aunque sea en sí misma inofensiva, es si alberga una plaga que depende de ella para sobrevivir; por ejemplo, las especies de Berberis son huéspedes intermedios de los hongos de la roya del tallo, por lo que promueven graves daños en los cultivos de trigo cuando crecen cerca de los campos.

### Competencia con plantas cultivadas y endémicas

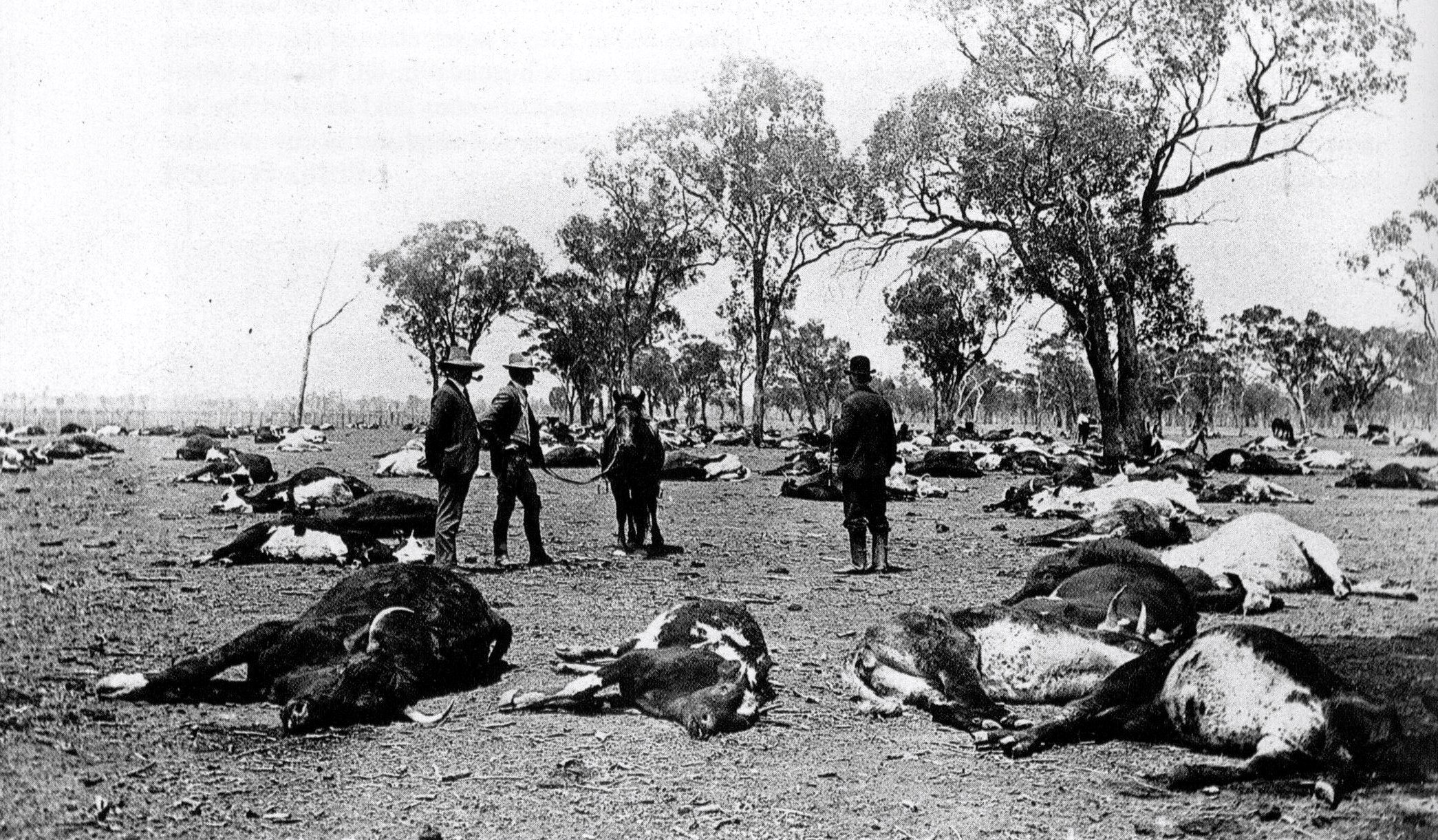
Australia, 1907: Los ganaderos examinan 700 cadáveres de ganado que murieron durante la noche por una planta venenosa.

Una serie de plantas nativas o no nativas no son deseadas en un lugar específico por una serie de razones. Una importante es la funcional: interfieren en la producción de alimentos y fibras en la agricultura, por lo que deben ser controlados para evitar que se pierda o disminuya el rendimiento de los cultivos. Otras razones importantes son que interfieren con otros objetivos cosméticos, decorativos o recreativos, como en césped, arquitectura paisajística, campo de juego y campo de golf. Asimismo, pueden ser motivo de preocupación por razones medioambientales, ya que las especies introducidas compiten por los recursos o el espacio con las plantas endémicas deseadas.
Por todas estas razones, horticultura (tanto funcionales como cosméticas) y ambiental, las malezas interfieren al:
- competir con las plantas deseadas por los recursos que una planta suele necesitar, es decir, la luz solar directa, los nutrientes del suelo, el agua y (en menor medida) el espacio para su crecimiento;
- proporcionar huéspedes y vectores para los patógenos de las plantas, dándoles una mayor oportunidad de infectar y degradar la calidad de las plantas deseadas;
- proporcionar alimento o refugio a plagas animales como las aves que comen semillas y las moscas de la fruta Tephritid que, de otro modo, apenas podrían sobrevivir a la escasez estacional;[17]
- producir irritación a la piel o al tracto digestivo de las personas o los animales, ya sea irritación física a través de espinas, púas, o fresas, o irritación química a través de venenos naturales o irritantes en la hierba (por ejemplo, los venenos que se encuentran en las especies de Nerium);[18]
- causar daños en las raíces de obras de ingeniería como desagües, superficies de carreteras y cimientos,[19] bloqueando arroyos y riachuelos.[20]

En la ecología de las malezas, algunas autoridades hablan de la relación entre "las tres P": planta, lugar (en inglés: place) y percepción. Estas han sido definidas de forma muy variada, pero los rasgos de las malezas enumeradas por H.G. Baker son ampliamente citados.
Las malezas han sido una preocupación desde hace mucho tiempo, tal vez desde que los seres humanos han cultivado plantas. Se mencionan en varios textos históricos, como el Soneto 69 de Shakespeare:
"A tu hermosa flor añade el olor rancio de las malas hierbas: / Pero por qué tu olor no coincide con tu espectáculo, / El suelo es este, que tú creces comúnmente".
y la Biblia:
"Maldita sea la tierra por tu culpa; con doloroso trabajo comerás de ella todos los días de tu vida. Te producirá espinas y cardos, y comerás las plantas del campo. Con el sudor de tu frente comerás tu comida hasta que vuelvas a la tierra."

## Usos de las malezas
"¿Qué sería del mundo, una vez desprovisto,
de lo húmedo y lo salvaje? Dejémoslos.
Oh, dejémoslos; lo salvaje y lo húmedo;
Larga vida a la maleza y a lo salvaje todavía." - Poema Inversnaid de Gerard Manley Hopkins
Si bien la palabra "maleza" generalmente posee una connotación negativa, muchas plantas conocidas como maleza son comestibles o pueden tener otras propiedades beneficiosas. 

### NUS, Quelites, Buenezas o PANC
El ecólogo argentino Eduardo H. Rapoport acuñó el término "buenezas" para referirse a las plantas espontáneas comestibles que eran combatidas en los cultivos tradicionales, tales como el diente de león (Taraxacum) y el Chenopodium album. Su propósito era poner énfasis en sus propiedades alimenticias y quitarles la connotación negativa de ser "malezas". Rapaport consideraba que el control de estas plantas podía realizarse consumiéndolas, de una manera similar a como sucede con los quelites en México.
En Brasil, el botánico Kinupp Valdely Ferreira  acuñó el término PANC, Plantas Alimenticias No Convencionales, en 2007 con el mismo propósito que buenezas, pero incluyendo también dentro del término las partes de las plantas cultivadas que podrían ser consumidas pero, por cuestiones culturales, no se consumen, como las hojas de la batata.
Desde la Organización de las Naciones Unidas para la Alimentación y la Agricultura se acuñó el término NUS o Cultivos subutilizados (por sus siglas en inglés Neglected and underutilized crops: Cultivos abandonados y subutilizados), para referirse a plantas que tuvieron uso en el pasado u otra área geográfica y tienen potenciar comercial pero no se utilizan o incluso son consideradas malezas. Este término también incluye frutales, plantas medicinales y leños.

### Plantas medicinales
La bardana es común en gran parte del mundo, y a veces se utiliza para hacer sopa y medicina en Asia oriental. Algunas atraen a insectos beneficiosos, que a su vez pueden proteger los cultivos de plagas dañinas. Estas plantas también pueden impedir que los insectos plaga encuentren un cultivo, porque su presencia interrumpe la incidencia de las señales positivas que las plagas utilizan para localizar su alimento.

### Mantillo y fertilidad del suelo
Las malezas también pueden actuar como "mantillo vivo", proporcionando una cobertura del suelo que reduce la pérdida de humedad y evita la erosión. Además, pueden mejorar la fertilidad del suelo; el diente de león, por ejemplo, aporta nutrientes como el calcio y el nitrógeno desde las profundidades del suelo con su raíz pivotante, y el trébol alberga bacterias fijadoras de nitrógeno en sus raíces, fertilizando el suelo directamente. El diente de león es también una de las muchas especies que rompen el suelo en los campos excesivamente cultivados, ayudando a los cultivos a desarrollar sistemas de raíces más profundos. 

### Ornamentales
Algunas flores de jardín tienen su origen en las malas hierbas de los campos cultivados y han sido criadas selectivamente por sus flores o su follaje. Un ejemplo de una maleza cultivada en los jardines es Agrostemma githago, que era una maleza común en los campos de trigo europeos, pero que ahora se cultiva a veces como planta de jardín.

## Control de malezas
Las malezas son plantas que algunas personas consideran indeseables en un lugar determinado. A lo largo de la larga historia humana de la horticultura, la gente ha trabajado para controlar las malas hierbas por muchas razones. El control de las malezas es un campo de conocimiento muy desarrollado.
Los métodos de control de las malezas varían en función del hábito de crecimiento de las mismas, así como del contexto. Por ejemplo, se pueden utilizar diferentes métodos de control de las malezas en un cultivo alimentario frente a un cultivo de fibra o un campo de golf, porque suele haber más preocupación por los efectos en la salud de los productos químicos utilizados en los cultivos alimentarios.
Las malezas se pueden clasificar por su hábito de vida. En general, pueden agruparse como anuales o perennes. Una maleza anual crece a partir de las semillas que se han caído en la temporada de crecimiento anterior. Las malezas perennes vuelven a crecer a partir de raíces previamente establecidas, estolones latentes, tubérculos, rizomas, así como de las semillas.
Comprender el hábito de las malezas también es importante para los métodos no químicos de control de las mismas, como el arado, el raspado de la superficie, la promoción de cultivos de cobertura más beneficiosos y la prevención de la acumulación de semillas en los campos. Por ejemplo, el amaranto es una planta comestible que la agricultura moderna considera una maleza. Produce abundantes semillas (hasta un millón por planta) que duran muchos años, y es de crecimiento rápido y temprano. Aquellos que buscan controlar el amaranto citan el mantra "¡Las semillas de este año se convierten en las malezas del año que viene!". Sin embargo, otra visión del amaranto valora la planta como una fuente de alimento resistente.
Algunas personas han apreciado las malezas por su tenacidad, su carácter salvaje e incluso por el trabajo y la conexión con la naturaleza que proporcionan. Como escribió Christopher Lloyd en El jardín bien temperado:
Muchos jardineros estarán de acuerdo en que desbrozar a mano no es el terrible trabajo que a menudo se hace. Algunas personas encuentran en ello una especie de monotonía tranquilizadora. Les deja la mente libre para desarrollar el argumento de su próxima novela o para perfeccionar la brillante réplica con la que deberían enfrentarse al último ejemplo de sinrazón de un pariente.